# Rakesh Sharma
Rakesh Sharma (pendż. ਰਾਕੇਸ਼ ਸ਼ਰਮਾ; ur. 13 stycznia 1949 w Patiali) – indyjski pilot wojskowy, pierwszy indyjski kosmonauta. Poleciał na stację kosmiczną Salut 7 na pokładzie statku Sojuz T-11 3 kwietnia 1984 roku w ramach programu Interkosmos.

## Życie osobiste
Rakesh Sharma urodził się w Patiali w indyjskim Pendżabie 13 stycznia 1949 roku. Skończył St. George’s Grammar School w Hajdarabadzie, następnie uczęszczał do Nizam College. Z żoną Madhu mają dwoje dzieci: syna Kapila, który jest reżyserem filmowym, i córkę Kritikę.

## Przebieg kariery

### Służba w siłach powietrznych
W 1966 roku Rakesh Sharma wstąpił do indyjskiej Akademii Obrony Narodowej, po jej ukończeniu w 1970 roku wstąpił w szeregi Indyjskich Sił Powietrznych jako pilot. Latał na MiG-21, w 1971 roku brał udział w działaniach bojowych przeciwko Pakistanowi w toku wojny o niepodległość Bangladeszu. Szybko awansował i został majorem sił powietrznych.

### Lot w kosmos
20 sierpnia 1982 roku został wybrany do udziału w programie Interkosmos, z którym współpracowała Indyjska Organizacja Badań Kosmicznych, i do lotu w kosmos.
2 kwietnia 1984 roku wystartował na pokładzie Sojuza T-11 z kosmodromu Bajkonur, stając się pierwszym obywatelem Indii, który poleciał w kosmos. Celem misji była wizyta krótkookresowa na radzieckiej stacji kosmicznej Salut 7. Dowódcą załogi był Jurij Małyszew, a inżynierem lotu – Giennadij Striekałow.
Na pokładzie stacji Sharma spędził niespełna osiem dni, przeprowadzając doświadczenia naukowe i techniczne – w sumie czterdzieści trzy sesje eksperymentów, poświęconych głównie biomedycynie i teledetekcji. Załoga przeprowadziła telekonferencję z udziałem prominentnych radzieckich polityków i premier Indii Indiry Gandhi. Zapytany przez nią, jak wyglądają Indie z kosmosu, odparł: „najlepiej na świecie” (urdu ‏Sare Jahan se Accha‎), tytułem jednego z najsłynniejszych wierszy patriotycznych w języku urdu. Dzięki misji Sharmy Indie stały się czternastym państwem świata, które wysłało człowieka w kosmos.

### Dalsza praca
Na emeryturę odszedł w stopniu Wing Commandera (podpułkownika). W 1987 roku został zatrudniony w Hindustan Aeronautics Limited jako główny pilot doświadczalny w oddziale w Nashiku, gdzie pracował do 1992 roku, kiedy przeprowadził się do Bengaluru i objął stanowisko szefa zespołu oblatywaczy HAL. Pracował także przy konstrukcji Tejasa.

## Odznaczenia i nagrody
- Bohater Związku Radzieckiego
- Order Ashoka Chakra – najwyższe indyjskie odznaczenie wojskowe nadawane w czasie pokoju; otrzymali je także Małyszew i Striekałow[7]
- Order Lenina
- Medal „Za zasługi w podboju kosmosu”
- Universal Astronaut Insignia za lot orbitalny (nr 138) – Stowarzyszenie Uczestników Lotów Kosmicznych (Association of Space Explorers(inne języki))[8]